# كريستيانا كارتو بانيستر
كريستيانا كارتو بانيستر (بالانجليزية: Christiana Carteaux Bannister) (اسمها قبل الزواج: بابكوك) (1819-1902) رائدة أعمال أمريكية ومصففة شعر ومؤيدة للإبطالية في نيو إنجلاند. عُرفت مهنيًا باسم مدام كارتو. تزوجت كريستيانا من الفنان الناجح إدوارد ميتشل بانيستر، الذي دعمته ماليًا خلال المراحل الأولى من حياته المهنية. بينما تم التغاضي عن إرث كريستيانا في الماضي، تلقى عملها في المصادر الشعبية خلال أواخر عام 2010 اهتمامًا جديدًا بنجاحها وجهودها السياسية.

## زيجاتها
يظهر اسم كريستيانا في دليل بوسطن لعام 1846 على أنها صانعة قبعات. تشير السجلات أيضًا إلى أنها تزوجت من ديسيلين كارتو، تاجر ملابس وصانع سيجار. لم يدم زواجها من كارتو، الذي يعتقد أنه من أصل كاريبي. عاش الزوجان في بيكون هيل في بوسطن، لكن بحلول عام 1850 انفصلا وانتقلت كريستيانا للعيش مع أصدقائها في بروفيدنس.
في عام 1853، التقت كريستيانا بإدوارد ميتشل بانيستر عندما تقدم بطلب للعمل كحلاق في صالونها في بوسطن. تزوجت هي وبانيستر في 10 يونيو من عام 1857. أصبح بانيستر أحد أنجح الفنانين السُّود بسبب الدعم المالي والعاطفي من قِبَلها. عزا الكثير من نجاحه إلى كريستيانا لمساعداتها النقدية ورأيها التجاري. في عام 1869، انتقل الزوجان إلى بروفيدنس، رود آيلاند، وواصلت كريستيانا عملها كمصففة شعر بالإضافة إلى نشاطاتها الأخرى.

## عملها في تصفيف الشعر
عندما كانت شابة، انتقلت كريستيانا من رود آيلاند إلى بوسطن حيث بدأت حياتها المهنية كصانعة شعر مستعار. كانت معروفة مهنيًا باسم مدام كارتو. كانت رائدة أعمال ناجحة ولقبت نفسها «بدكتورة الشعر» وأمنت دخلها من خلال هذا العمل إلى جانب بيع منتجات الشعر الخاصة بها. من عام 1847 حتى عام 1871، امتلكت كريستيانا كارتو بانيستر العديد من الصالونات في بوسطن بما في ذلك كامبريدج وبوسطن وشوارع وينتر. عندما انتقلت كريستيانا كارتو وإدوارد بانيستر إلى بروفيدنس، افتتحت صالونًا آخر في بروفيدنس.

## داعية الإبطالية
أثناء وجودهما في بوسطن، عاش الزوجان بانيستر وعملا مع المدافع عن الإبطالية لويس هايدن. شارك الزوجان في تسهيل أعمال مكتب لويس للسكك الحديدية عبر الأرض في بوسطن ووضع صالونات تصفيف الشعر الخاصة بهما في خدمة اجتماعات الأمريكيين من أصل أفريقي والبيض من مؤيدي الإبطالية.